# اسوسیتد بنک-کورپ
اسوسیتد بنک-کورپ (انگلیسی: Associated Banc-Corp) شرکت خدمات مالی و بانکداری آمریکایی است، که در سال ۱۸۶۱ تأسیس شد.